# 线枝蒲桃
线枝蒲桃（学名：Syzygium araiocladum）为桃金娘科蒲桃属的植物。分布于越南以及中国大陆的广西、广东等地，多生长于雨林中常见，目前尚未由人工引种栽培。